# Tlalocan

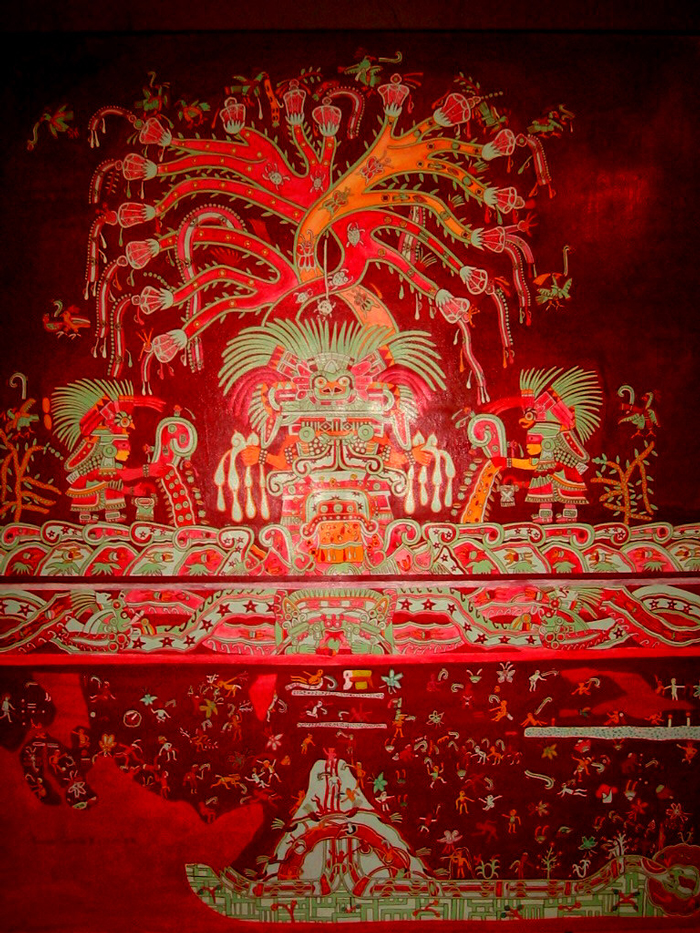
Tlalocan, Wandmalerei in Teotihuacan

Tlalocan (Tlālōcān; [t͡ɬaːˈloːkaːn̥]; Nahuatl: Ort der Erde und des Nektars bzw. Ort des Tlaloc) ist der Name eines jenseitigen Paradieses erfüllt mit Überfluss und Freude bei den Nahua-Völkern. 
Wenigstens bis in die Zeit Tēotīhuacāns, dessen Niedergang im 7. Jahrhundert begann, lässt sich Tlalocan in den Mythen der  Hochlandbewohner Mesoamerikas zurückverfolgen. Eine Beschreibung aus der Zeit kurz nach der Conquista lieferte Bernardino de Sahagún im Codex Florentinus. In vorchristlicher Zeit galt Tlalocan als Heimstätte, Reich oder Herrschaftsgebiet des Regengottes Tlaloc und seiner Gattin Chalchiuhtlicue. 
Menschen, die durch Wetterereignisse wie Blitz und Regen zu Tode kamen oder ertranken bzw. im Wasser starben, gelangten der Vorstellung nach ebenso nach Tlalocan wie solche, die bestimmten Krankheiten, etwa der Syphilis, erlagen. In Tlalocan selbst war ewiger Frühling oder Sommer, sattes vegetatives Grün bestimmte die Landschaft, nie mangelte es an Mais, Kürbissen und anderen Früchten. Es herrschte allgemeiner Wohlstand und höchste Zufriedenheit. Tlalocan war neben Mictlan, dem Jenseits der natürlich Verstorbenen, oder dem Haus der Sonne, wo gefallene Krieger und im Kindbett gebliebene Frauen hingelangten, nur einer von mehreren möglichen Aufenthaltsorten der Verstorbenen.
Tlalocan ist jedoch nicht nur ein mythischer Ort der Mexica bis zur Christianisierung, sondern hat bis heute seinen festen Platz in den Vorstellungen und der religiösen Praxis der Nahua. So ist es auch Lebenden möglich, auf einer spirituellen Reise nach Tlalocan zu gelangen. Hierzu hat in jüngerer Zeit beispielsweise der Anthropologe Timothy James Knab intensiv geforscht.